# Castello di Hohenklingen
Il castello di Hohenklingen si trova nel comune di Stein am Rhein, nel Canton Sciaffusa (Svizzera). L'edificio medievale domina la cittadina da uno sperone roccioso. 
La parte più antica è la torre a pianta quadrata, dal lato di circa 10 metri. Secondo la datazione dendrocronologica fu edificata intorno al 1250 sui resti di una fortificazione precedente. 
Probabilmente ancora nel XIII secolo, il castello fu ampliato dai baroni von Klingen (un ramo della famiglia prese il nome di von Clingen ob Stain nel 1267), avogadri dell'abbazia di San Giorgio a Stein am Rhein, che vi fecero aggiungere una cinta muraria, una cappella, un palazzo centrale e vari edifici utilitari. 
Nel 1419 i von Klingen vendettero il castello ai von Klingenberg, che a loro volta lo cedettero alla città di Stein am Rhein (1457). 
Dopo il 1484 il castello entrò a far parte della rete di torri di guardia di Zurigo. In seguito furono realizzati il portale d'ingresso con una doppia recinzione e l'alloggio delle guardie (trasformato dal 1863 in un ristorante).
Tra il 2005 e il 2007 il castello è stato restaurato.